# Ferien vom Ich
Pour plus de détails, voir Fiche technique et Distribution.
Ferien vom Ich (litt. « Des vacances à moi »[réf. nécessaire]) est un film allemand réalisé par Hans Deppe, sorti en 1952.

## Synopsis
Le milliardaire George B. Stefenson voyage en Europe pour affaires. Il est victime d'une crise cardiaque, car il s'est trop impliqué dans son travail. Le Dr. Hartung lui conseille absolument de s'arrêter trois mois, des « vacances pour soi » et accepte de financer le projet que lui propose le médecin. Dans le cadre de ses « vacances », les participants reçoivent un nouveau nom afin de ne pas révéler leurs identités aux autres habitants.
Stefenson achète le château de Dornberg qui appartient à la jeune Eva von Dornberg, qui gère les cultures agricoles de son domaine, tandis que le Dr. Hartung repart dans son cabinet.
Stefenson se fait passer pour Walter et tombe amoureux d'Eva qui, comme les autres personnes présentes, ignore qui est derrière Walter. Peu de temps avant la fin, Stefenson découvre qu'Eva sait la vérité. Déçu, il veut partir. Par une heureuse coïncidence, tout s'éclaircit et Stefenson revient vers Eva.

## Fiche technique
- Titre original et français : Ferien vom Ich ou Sehnsucht nach der Heimat ou Am Brunnen vor dem Tor[1]
- Réalisation : Hans Deppe assisté de Hans Ohrtmann
- Scénario : Peter Francke (de) d'après le roman de Paul Keller (de)
- Musique : Marc Roland
- Direction artistique : Ernst H. Albrecht
- Photographie : Willy Winterstein
- Son : Heinz Martin
- Montage : Walter Wischniewsky
- Production : Hans Deppe
- Sociétés de production : H.D. Film
- Société de distribution : Gloria Filmverleih AG
- Pays de production :  Allemagne de l'Ouest
- Langue de tournage : allemand
- Format : Couleur - 1,37:1 - Mono - 35 mm
- Genre : Comédie
- Durée : 107 minutes
- Dates de sortie :
  -  Allemagne de l'Ouest : 11 novembre 1952
  -  France : 25 mars 1955[1]

## Distribution
- Rudolf Prack : George B. Stefenson, alias Walter
- Marianne Hold : Eva von Dornberg
- Werner Fuetterer : Stone, le secrétaire de Stefenson
- Willy Fritsch : Dr. Hartung
- Ewald Wenck : Lehmann, le majordome du château de Dornberg
- Grethe Weiser : Käthe Greiser, actrice, alias Lieschen Müller
- Hannelore Bollmann : Henny Busch, journaliste, alias Hannelore
- Gunnar Möller (de) : Michael Matz, employé du commerce, alias Thomas
- Paul Henckels : Heinrich Stumpe, notaire, alias Philipp
- Hans Hermann Schaufuß : Heinz Tiedemann, huissier, alias Alexander
- Oskar Sima : Ferdinand Unterkirchner, grossiste en ferraille, alias August
- Carsta Löck : Mme Mohr, métayère de Dornberg
- Irene Naef : Liane Harrison, la sœur de Stone, alias Minna

### Autres adaptations
- Un paradis sur Terre (en)[2] (Ferien vom Ich), film allemand réalisé par Hans Deppe sorti en 1934
- Le Mal du siècle (de)[3] (Ferien vom Ich), film allemand réalisé par Hans Grimm sorti en 1963